# 三重県立石薬師高等学校
三重県立石薬師高等学校（みえけんりつ いしやくしこうとうがっこう）は、三重県鈴鹿市石薬師町字寺東にある県立の高等学校。

## 学科
- 全日制課程 普通科

### コース
2・3年次に以下の類型を選択できる。
- スタンダード
- アカデミック

## 沿革
- 1978年（昭和53年） - 創立。
- 2010年（平成22年） - 同校敷地内に三重県立杉の子特別支援学校石薬師分校が設置される。

## 周辺
- 鈴鹿市立石薬師小学校
- 佐佐木信綱記念館（資料館・信綱生家などから成る）
- 旧東海道石薬師宿
- 鈴鹿石薬師郵便局
- 伊東歯科医院

## アクセス
- 近鉄名古屋線、湯の山線、四日市あすなろう鉄道内部・八王子線 近鉄四日市駅南口より三重交通バス7番乗り場53系統平田町駅、佐佐木記念館行きで、石薬師高校下車徒歩7分
- JR東海関西本線河曲駅、近鉄鈴鹿線鈴鹿市駅より鈴鹿市コミュニティバス（C-BUS）庄内・神戸線で佐佐木記念館下車、徒歩3分

## 卒業生
- 加藤優次 - アットナビジャパン株式会社代表取締役
- 中西雅哉 - THE ORAL CIGARETTES ドラム
- 西川昌希 - 元ボートレーサー